# دونيس أفديياي
دونيس دجيمي أفديياي (بالألمانية: Donis Avdijaj) (بالألبانية: Donis Xhemë Avdijaj) (مواليد 25 أغسطس 1996) هو لاعب كرة قدم من كوسوفو ، يلعب حاليًا لنادي هارت أوف ميدلوثيان الإسكتلندي في مراكز المهاجم الثاني والجناحين الأيمن والأيسر.

## مسيرته الكروية
لعب دونيس أفديياي خلال مسيرته الاحترافية مع 7 أندية في ثمانية مواسم وسجل خلالها 23 هدفًا ضمن 99 مباراة. ولم يفز بأي موسم بالكأس أو بالدوري.
خاض دونيس أفديياي مسيرته مع نادي شتورم غراتس في موسم 2014–15 ولمدة موسمين، مشاركًا في 42 مباراة سجل خلالها 9 أهداف. ثم انتقل إلى نادي شالكه 04 في موسم 2016–17 لمدة موسم واحد، حيث شارك في 9 مباريات سجل خلالها هدفين. لينتقل بعدها إلى نادي رودا كيركراده في موسم 2017–18 لمدة موسم واحد، مشاركًا في 11 مباراة سجل خلالها 3 أهداف. ثم انتقل إلى نادي فيلم تو تيلبورغ في موسم 2018–19 لمدة موسم واحد، مشاركًا في 15 مباراة سجل خلالها 4 أهداف. هذا وانتقل لاحقًا إلى نادي هارت أوف ميدلوثيان في موسم 2019–20 لمدة موسم واحد، مشاركًا في 3 مباريات ولم يسجل أي هدف.

## روابط خارجية
- دونيس أفديياي على موقع الاتحاد الأوربي (الإنجليزية)
- دونيس أفديياي على موقع اتحاد تركيا (لاعب) (الإنجليزية)
- دونيس أفديياي على موقع قاعدة بيانات كرة القدم.إي يو (الإنجليزية)
- دونيس أفديياي على موقع بيانات كرة القدم. دي إي (الألمانية)
- دونيس أفديياي على موقع ناشيونال فوتبول تيمز (الإنجليزية)
- دونيس أفديياي على موقع Soccerbase.com (لاعب) (الإنجليزية)
- دونيس أفديياي على موقع Soccerway.com (الإنجليزية)
- دونيس أفديياي على موقع عالم كرة القدم.نت (الإنجليزية)
- دونيس أفديياي على موقع AS.com (الإسبانية)